# عقد 580 ق م

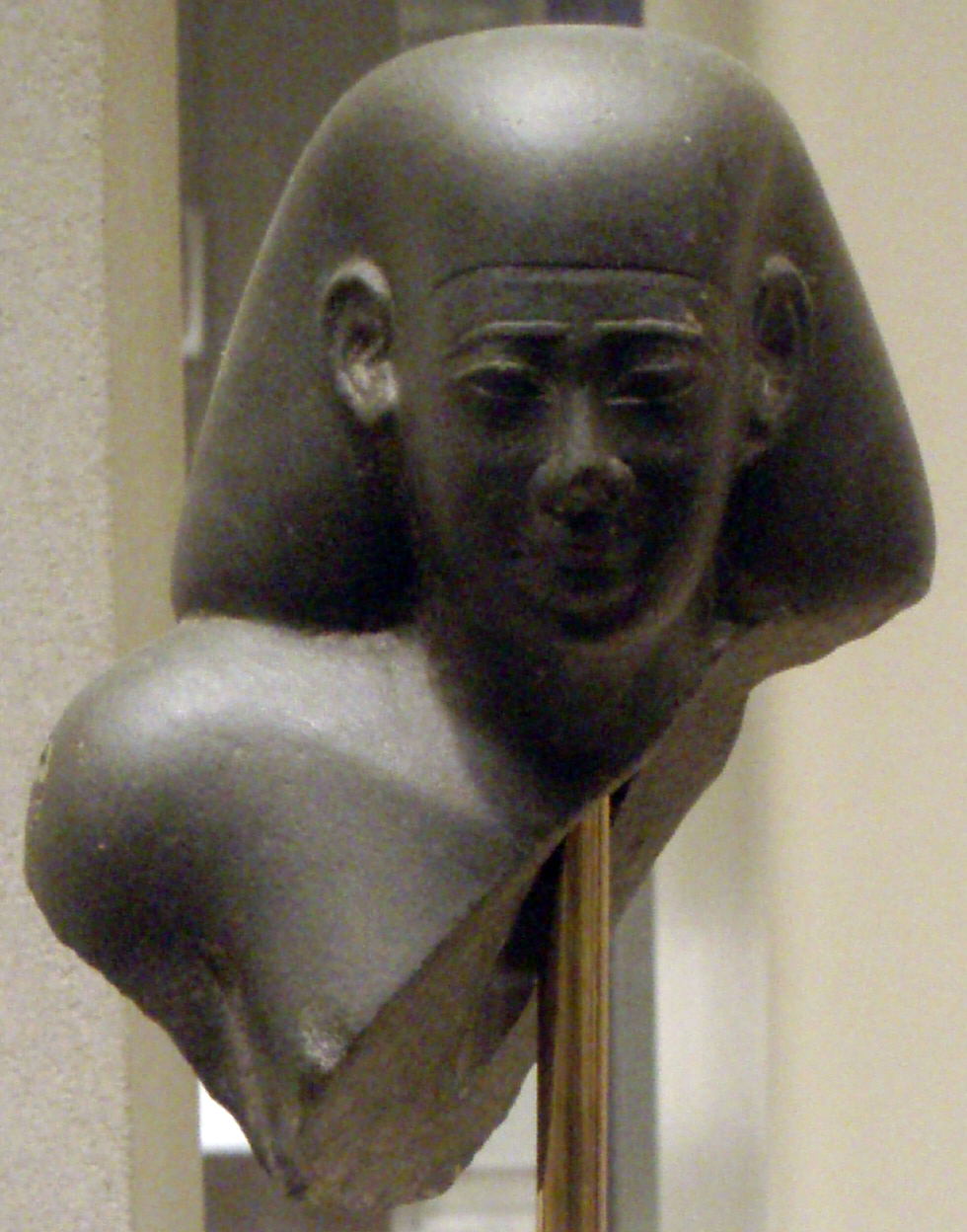
حيث ان هذا التمثال كان موجود في عام ٥٨٠ ق م

عقد 580 ق م هو عقد امتد بين 31 ديسمبر 589 ق م و1 يناير 580 ق م بحسب التقويم اليولياني البروليبتي (التقويم الميلادي). سبقه عقد 590 ق م ولحقه عقد 570 ق م.

## كتب
- Yves Denis Papin (1998). Chronologie de l'histoire ancienne. Lieu de publication non identifié: Éditions Jean-paul Gisserot. ISBN:2-87747-346-5. OCLC:40746926. مؤرشف من الأصل في 2022-03-16.
- موسوعة حضارة العالم (2002) لأحمد محمد عوف.

## روابط خارجية
- تصفح سنة بسنة عقد 580 ق م على موقع onthisday.com
- تصفح سنة بسنة عقد 580 ق م ابتداءً من سنة عقد 580 ق م على موقع المكتبة الوطنية الفرنسية
- التسلسل الزمني للتاريخ الحربي قبل الميلاد على موسوعة التاريخ الحربي.